# Ottó Baditz
Ottó Baditz (Tótkeresztúr, 19 marzo 1849 – Magyarkeresztúr, 21 aprile 1936) è stato un pittore ungherese. Ha realizzato principalmente dipinti in stile accademico.

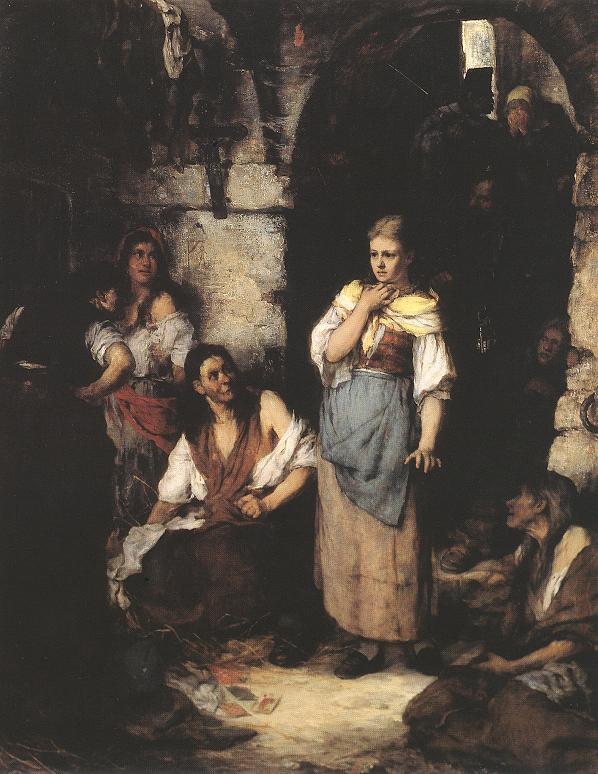
"Women in the Prison", 1899, Olio su tela.

È noto soprattutto per il quadro del 1899 "Women in the prison".